# Grote runderdaas
De grote runderdaas (Tabanus bovinus) is een vliegensoort uit de familie van de dazen (Tabanidae). De wetenschappelijke naam van de soort is gepubliceerd in 1758 door Linnaeus in Systema naturae.